# Ramutė Ruškytė
Ramutė Ruškytė (* 6. März 1958 in Plungė) ist eine litauische Juristin, ehemalige Richterin am litauischen Verfassungsgericht (2005–2014).

## Leben
1985 absolvierte Ruškytė das Diplomstudium der Rechtswissenschaft an der Universität Vilnius. Von 1985 bis 1990 war sie Hochschullehrerin in Vilnius, von 1990 bis 1993 Verwaltungsjuristin in der Verwaltung der Stadtgemeinde Vilnius, beim Amt für Wissenschaft, Studien und Technologien. Danach war sie Gehilfin des Mitglieds der Seimas, von 1993 bis 2001 Beraterin, Unterabteilungsleiterin und Rechtsabteilungsleiterin der Kanzlei der Litauischen Regierung, von 2001 bis 2002 Dozentin an der Rechtsuniversität von Litauen, von 2005 bis 2014 Richterin am Verfassungsgericht der Litauischen Republik.